# Grand Prix automobile de Hongrie 2000
GP précédent GP suivant
Le Grand Prix automobile de Hongrie 2000 (Marlboro Magyar Nagydíj 2000), disputé sur le Hungaroring (à 19 km de Budapest) le 13 août 2000, est la 658e épreuve du championnat du monde de Formule 1 courue depuis 1950 et la douzième manche du championnat 2000.

## Classement
| Pos. | No | Pilote                | Écurie             | Tours | Temps/Abandon                      | Grille | Points |
| ---- | -- | --------------------- | ------------------ | ----- | ---------------------------------- | ------ | ------ |
| 1    | 1  | Mika Häkkinen         | McLaren-Mercedes   | 77    | 1 h 45 min 33 s 869 (173,658 km/h) | 3      | 10     |
| 2    | 3  | Michael Schumacher    | Ferrari            | 77    | + 7 s 917                          | 1      | 6      |
| 3    | 2  | David Coulthard       | McLaren-Mercedes   | 77    | + 8 s 455                          | 2      | 4      |
| 4    | 4  | Rubens Barrichello    | Ferrari            | 77    | + 44 s 157                         | 5      | 3      |
| 5    | 9  | Ralf Schumacher       | Williams-BMW       | 77    | + 50 s 437                         | 4      | 2      |
| 6    | 5  | Heinz-Harald Frentzen | Jordan-Mugen-Honda | 77    | + 1 min 08 s 099                   | 6      | 1      |
| 7    | 6  | Jarno Trulli          | Jordan-Mugen-Honda | 76    | + 1 tour                           | 12     |        |
| 8    | 7  | Eddie Irvine          | Jaguar-Ford        | 76    | + 1 tour                           | 10     |        |
| 9    | 10 | Jenson Button         | Williams-BMW       | 76    | + 1 tour                           | 8      |        |
| 10   | 17 | Mika Salo             | Sauber-Petronas    | 76    | + 1 tour                           | 9      |        |
| 11   | 12 | Alexander Wurz        | Benetton-Playlife  | 76    | + 1 tour                           | 11     |        |
| 12   | 22 | Jacques Villeneuve    | BAR-Honda          | 75    | + 2 tours                          | 16     |        |
| 13   | 19 | Jos Verstappen        | Arrows-Supertec    | 75    | + 2 tours                          | 20     |        |
| 14   | 23 | Ricardo Zonta         | BAR-Honda          | 75    | + 2 tours                          | 18     |        |
| 15   | 20 | Marc Gené             | Minardi-Fondmetal  | 74    | + 3 tours                          | 21     |        |
| 16   | 18 | Pedro de la Rosa      | Arrows-Supertec    | 73    | + 4 tours                          | 15     |        |
| Abd. | 21 | Gaston Mazzacane      | Minardi-Fondmetal  | 68    | Moteur                             | 22     |        |
| Abd. | 8  | Johnny Herbert        | Jaguar-Ford        | 67    | Boîte de vitesses                  | 17     |        |
| Abd. | 16 | Pedro Diniz           | Sauber-Petronas    | 62    | Moteur                             | 13     |        |
| Abd. | 11 | Giancarlo Fisichella  | Benetton-Playlife  | 31    | Freins                             | 7      |        |
| Abd. | 15 | Nick Heidfeld         | Prost-Peugeot      | 22    | Panne électrique                   | 19     |        |
| Abd. | 14 | Jean Alesi            | Prost-Peugeot      | 11    | Suspension                         | 14     |        |

## Pole position et record du tour
- Pole position : Michael Schumacher en 1 min 17 s 514 (vitesse moyenne : 184,287 km/h).
- Meilleur tour en course : Mika Häkkinen en 1 min 20 s 028 au 33e tour (vitesse moyenne : 178,498 km/h).

## Tours en tête
- Mika Häkkinen : 76 (1-31 / 33-77)
- David Coulthard : 1 (32)

## Statistiques
- 17e victoire pour Mika Häkkinen.
- 129e victoire pour McLaren en tant que constructeur.
- 34e victoire pour Mercedes en tant que motoriste.